# Pístní kroužek

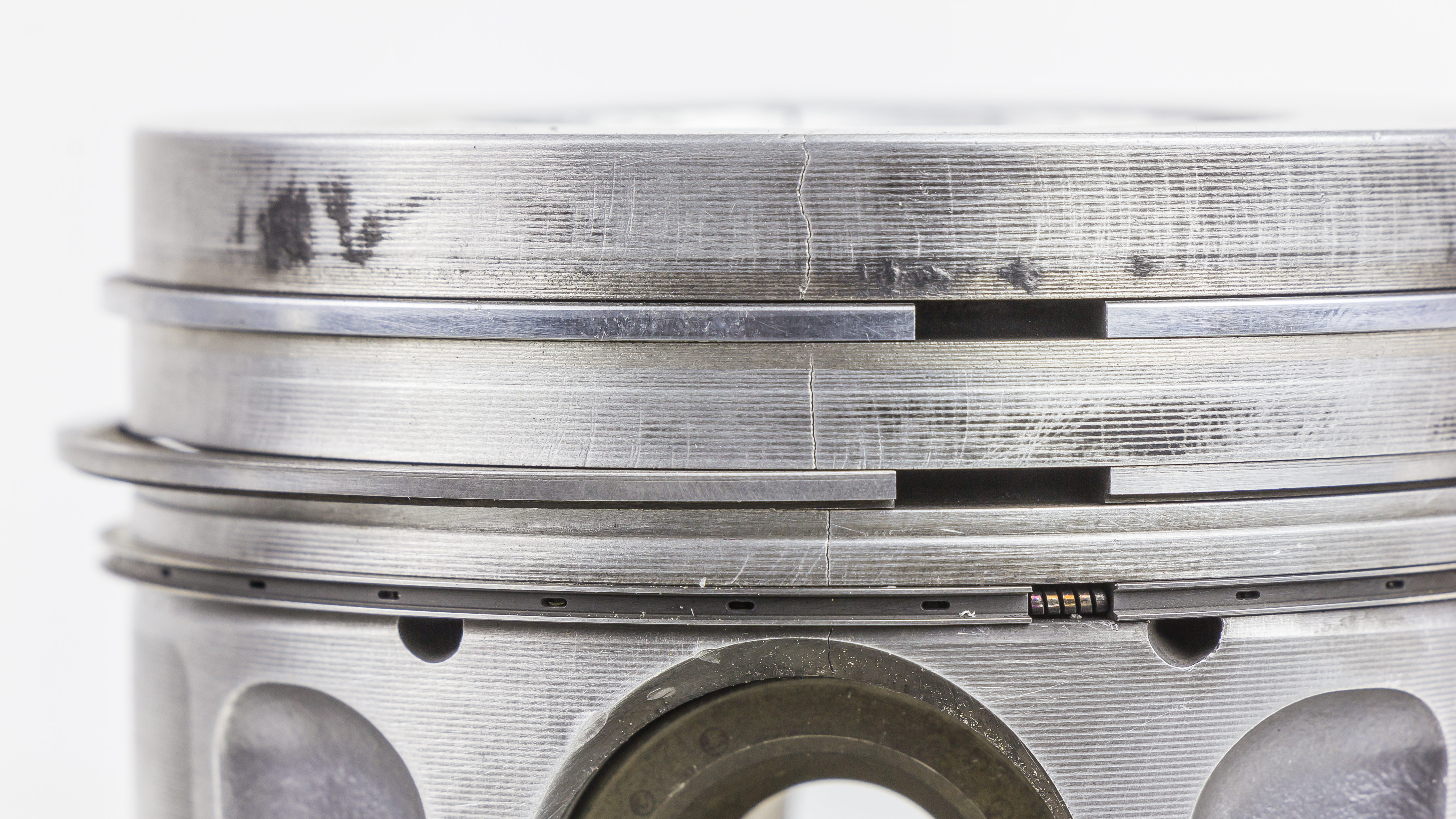
Kroužky na pístu malého dvoutaktního motoru

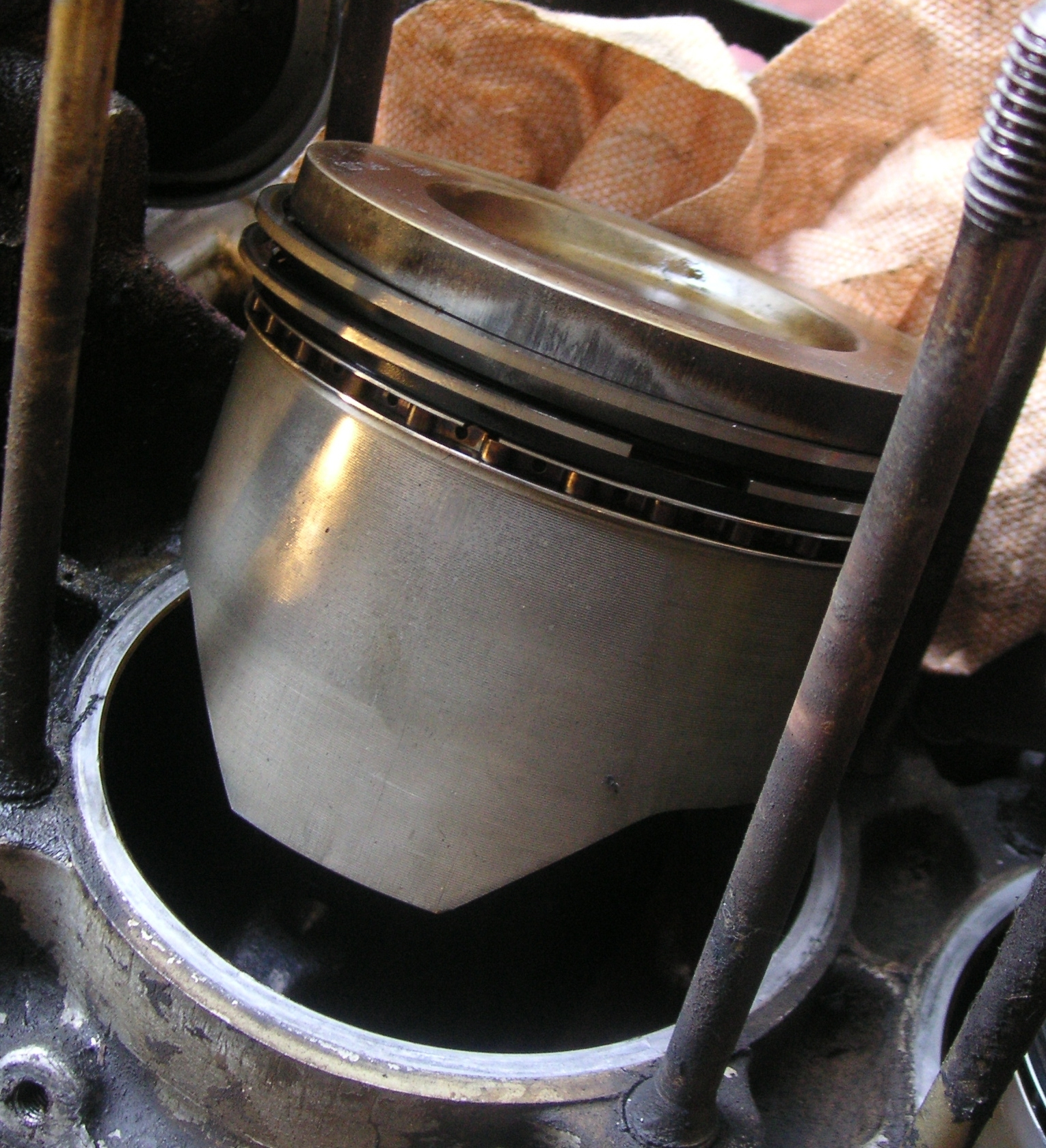
Další pístní kroužky

Pístní kroužek je druh těsnění. Zajišťuje těsnost mezi pístem a stěnou válce u pístových strojů – těsnicí, slouží také k rozetření a k setření olejového filmu - stírací. Je vyroben z pevného a zároveň pružného materiálu, nejčastěji oceli (litiny). Má tvar prstence, který je přerušen, aby bylo zajištěno přilnutí ke stěně válce a zároveň vyřešena teplotní roztažnost. U dvoudobých motorů v tomto místě zapadá zámek do kolíku, který zabraňuje pootáčení kroužku, aby nedošlo ke kolizi zámku kroužku s hranami kanálů válce rozvodu dvoutaktu – to by mohlo znamenat destrukci kroužku a následné problémy válce. Nasazuje se speciálními kleštěmi do drážky po obvodu pístu. Kroužek má ve volném stavu o něco větší vnější průměr než válec a pruží tak, aby pevně přiléhal ke stěnám válce a tím zajistil těsnost. Písty strojů bývají vybaveny více (obvykle 3–4) pístními kroužky.
Důvodem zavedení pístních kroužků jsou problémy s tepelnou roztažností pístu a stěn válce. Teploty i tepelné roztažnosti se mohou lišit a vzájemné rozměry se mohou za různých podmínek měnit. Proto je prakticky nemožné zajistit těsný a přitom volný pohyb pístu za různých podmínek pouze přesnou volbou jeho rozměru.
Pístní kroužky a jejich osazení od koruny pístu dolů:
- a) kompresní (ze speciální litiny), vnější tvar většinou sférický pro max těsnost
- b) polostírací (temperovaná litina), s jednou ostrou hranou
- c) stírací (litina, ocel podle konstrukce), 2 hrany s drážkou a otvory pro přívod / odvod oleje mezi nimi

Pístní kroužky jsou rozřezány, aby pružily a přiléhaly ke stěně válce. Tato část kroužku se nazývá zámek.
Druhy zámků pístních kroužků:
- a) rovný
- b) šikmý (většinou u kompresních, aby byl omezen profuk přes zámek)
- c) s výřezem pro pojistný kolík (dvojtakt)

Těsnicí kroužky jsou u automobilu většinou 2 a jsou v horních drážkách pístu. Nejvíce a nejrychleji se opotřebovává horní těsnicí kroužek, který je přímo vystaven tlaku hořících plynů a jejich vysoké teplotě, proto se velice často pro zvýšení životnosti tvrdě chromuje nebo se kroužek může opracovat jiným typem povrchové úpravy pro zlepšení vlastností.
Povrchové úpravy pístních kroužků pro dieselové motory jsou aplikovány na 1. kroužek a 3. stírací kroužek na pístu, na které se nanáší vrstva chrom-keramiky, chrom-diamantu, PVD, DLC a CrN. Při montáži se sousední kroužky pootáčejí kvůli zamezení profuku vzájemně zámky o 180°.

## Těsnicí pístový kroužek
Vzhledem k tepelné roztažnosti materiálu, ze kterého je vyroben píst spalovacího motoru, musí být píst vyroben s tolerancí oproti rozměru válce. V praxi to znamená, že píst je o několik setin až tisícin milimetru menší, než válec. Díky tomuto rozdílu rozměrů se může píst pohybovat ve válci snadno. Těsnicí kroužek má za úkol vymezit tuto netěsnost spalovacího prostoru. Pro lepší utěsnění spalovacího prostoru se často na píst ukládá několik těsnicích kroužků po sobě. Pronikání spalin do prostoru klikové skříně nepříznivě působí na kvalitu mazací náplně. Při běhu silně podchlazeného motoru nedochází k úplnému spálení vší směsi a část směsi může kolem pístu proniknout do klikové skříně, kde by ředila olejovou náplň. Tomuto, do značné míry, pístní kroužky také zabraňují.

## Stírací pístový kroužek
Ve správně fungujícím motoru dochází, ať už odstřikem z klikového hřídele, nebo mazáním prostřednictvím olejových kanálů v pístu a ojnici k mazání povrchu pístu olejem. Stírací kroužek má za úkol odvést tento olej z povrchu válce pryč, když píst koná pohyb směrem dolů. Přítomnost přebytečného oleje je ve spalovacím prostoru během hoření nežádoucí, protože zvyšuje emise škodlivých látek, kouřivost motoru, snižuje účinnost a podíl nespáleného oleje v emisích může poškodit katalyzátor. Z tohoto důvodu má drážka pro stírací kroužek obvykle dírky, kterými odtéká setřený olej do prostoru pod pístem.